# Candelabrochaete mexicana
Candelabrochaete mexicana är en svampart som först beskrevs av Edward Angus Burt, och fick sitt nu gällande namn av P. Roberts 2000. Candelabrochaete mexicana ingår i släktet Candelabrochaete och familjen Phanerochaetaceae.   Inga underarter finns listade i Catalogue of Life.